# Rinnerkogel
Der Rinnerkogel oder Augstkogel ist ein 2012 m ü. A. hoher Gipfel in Oberösterreich, im Westen des Toten Gebirges. Unterhalb des Rinnerkogels befindet sich der Wildensee. Die nächstgelegene Hütte ist die private Rinnerhütte des Ebenseer Bergsteigerbundes.

## Anstiege
Es gibt mehrere Möglichkeiten, den Gipfel des Rinnerkogels zu besteigen. Die einfachste und beliebteste Variante führt vom Offensee über die Rinnerhütte zum Gipfel. Eine weitere Route führt über das Ebenseer Hochkogelhaus und den Schönberg auf den Rinnerkogel. Auch vom Albert-Appel-Haus ist der Rinnerkogel über die Karsthochfläche zu erreichen.